# 大阪市立矢田東小学校

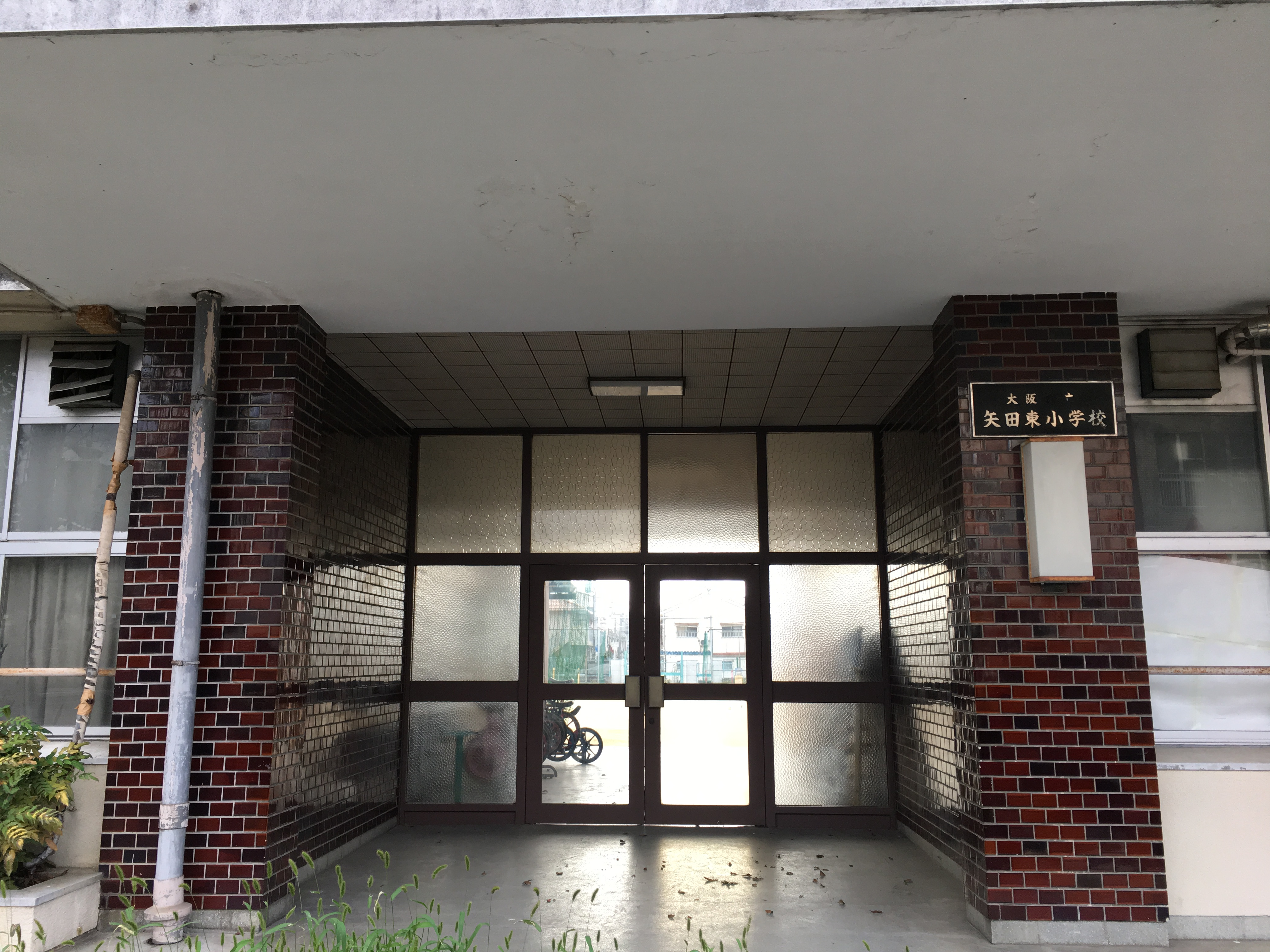
矢田東小学校 旧正面入口

大阪市立矢田東小学校（おおさかしりつ やたひがし しょうがっこう）は、大阪府大阪市東住吉区にある公立小学校。
1966年に大阪市立矢田小学校の分校として開設され、その後1970年に独立開校した。学校敷地は、池を埋め立てて造成した。

## 沿革
- 1966年 - 大阪市立矢田小学校の分校として現在地に開設。
- 1970年4月1日 - 大阪市立矢田東小学校として独立開校。
- 1971年 - 校歌・校章制定。
- 1975年4月1日 - 大阪市立矢田北小学校を分離。
- 1999年 - パソコン教室設置。

## 通学区域
- 大阪市東住吉区 住道矢田1丁目-9丁目（3丁目1・2番の市営住宅を除くほぼ全域）。

卒業生はに大阪市立矢田中学校に進学する。

## 交通
- 近鉄南大阪線 矢田駅 南東へ約800m。